# Bőle Lukács
Bőle Lukács (Marcali, 1990. március 27. –) magyar labdarúgó, a Szentlőrinc SE játékosa.

## Pályafutása

### Klubcsapatokban

#### Kaposvári Rákóczi
A Marcali Focisuliban és az MTK-ban eltöltött másfél év után igazolt a Rákóczi Utánpótlás Egyesülethez, ahol 5 évig volt tagja a különböző korosztályos csapatoknak. Tagja volt a 2007-es V-VI. korcsoportú országos teremlabdarúgó diákolimpiát veretlenül megnyerő Munkácsy Gimnázium csapatának.
A Kaposvári Rákóczi FC csapatában kezdte profi pályafutását, NB I-es mérkőzésen 2009. november 11-én lépett pályára a DVTK ellen 3–1-re megnyert bajnokin, csereként tizenegy percet kapott. Ezt a fellépést még 8 követte a szezonban, a pályán töltött 242 perce alatt gólt nem szerzett, egy sárga lapot kapott. A Ligakupában 10 mérkőzésen szerepelt, gól nélkül. A labdarúgó-magyarkupa küzdelmei során nem kapott szerepet. Az NBIII-ban szereplő Rákóczi II csapatában 17 bajnokin játszott és 4 gólt lőtt.
A 2009 decemberében negyedik alkalommal megrendezett Arany Ászok Kupa kispályás teremlabdarúgó-tornán tagja volt a bronzérmes Kaposvári Rákóczi FC csapatának és az esemény legjobb mezőnyjátékosának választották.

#### Studențesc Iași
A Rákóczi élvonalból való kiesése után külföldre, a román CSM Iași csapatához igazolt. Az itt eltöltött két éve alatt meghatározó játékosa lett a jászvásári csapatnak, teljesítményére több klub is felfigyelt, ennek ellenére 2016 júniusában lejáró szerződését meghosszabbította az Európa-liga indulást kiharcoló csapatával.
A 2016-2017-es idényt két góllal kezdte, és pályára lépett az Európa-liga selejtezőjében is, igaz már az első párharc után búcsúztak a további küzdelmektől. 2016 szeptemberében felvetődött, hogy a Dinamo București leigazolná, ami azért volt különös felvetés, mert 10 hónappal korábban a Dinamo 700 ezer forintos bírságot kapott amiatt, hogy a két csapat mérkőzésén Bőle magyarságát gyalázták a bukaresti klub szurkolói.
December 10-én az FC Botoșani elleni bajnokin duplázott és büntetőt harcolt ki, csapata pedig 3–1-es győzelmet aratott.
2017 januárjában felvetődött, hogy a Debreceni VSC szerződteti, azonban az Iasi visszautasította a hajdúságiak ajánlatát.
Christoph Daum egy nyilatkozatában kifejtette, szívesen adna lehetőséget Bőlének a román válogatottban ha sikerülne a honosítása.
Márciusban Gigi Becali, a Steaua elnöke nyilatkozott róla, hogy a következő átigazolási szezonban szeretné szerződtetni Bőlét. Május 19-én fontos gólt szerzett a Gaz Metan Mediaș ellen, idénybeli kilencedik gólját szerezve, öt gólpassza mellett.
2017 júniusában Florin Prunea, az Iasi volt elnöke elmondta, a Ferencváros érdeklődik Bőle iránt. A korábbi kapus szerint a csapat játékosai utoljára februárban kaptak fizetést, és egy román sportoldal szerint a Ferencváros jó ajánlatot tett a magyar középpályásért.

#### Ferencváros
2017. június 12-én a Ferencváros a saját honlapján jelentette be Bőle Lukács szerződtetését. A zöld-fehérekkel bajnoki címeket nyert, két és fél szezon alatt mindössze 37 bajnoki mérkőzésen lépett pályára, többször is sérülések hátráltatták. 2020 februárjában a szezon hátralevő részére a Zalaegerszegi TE vette kölcsön.
Két magyar bajnoki címe mellett tagja volt a 2019-ben az Európa-liga csoportkörében szereplő csapatnak is. Összesen 49 tétmérkőzésen lépett pályára a klub színeiben, ezalatt hat gólt szerzett, és tíz gólpasszt adott csapattársainak.

#### Budapest Honvéd
2021. január 6-án másfél évre szóló szerződést írt alá a Budapest Honvéd csapatához. 2021 november elején Debrecenben combizom-szakadást szenvedett, és csak 2022. február 26-án léphetett újra pályára a Puskás Akadémia elleni hazai találkozón.

#### Paksi FC
2022 júliusában a Paksi FC-hez igazolt, 2024-ig írta alá a kontraktusát. Az együttesben másfél év alatt 42 mérkőzésen négyszer volt eredményes.

#### Mezőkövesd Zsóry
2024 január elején a Mezőkövesdhez igazolt.

## Sikerei, díjai

### Klubcsapatokban
Ferencvárosi TC
- Magyar bajnoki ezüstérmes: 2018
- Magyar bajnok: 2018–2019,[19] 2019–2020[20]

## Statisztika

### Klubcsapatokban
2024. május 12-én frissítve.
| Klub             | Szezon | Bajnokság     | Bajnokság | Kupa          | Kupa  | Ligakupa      | Ligakupa | Nemzetközi kupa | Nemzetközi kupa | Összesen      | Összesen |
| Klub             | Szezon | Pályára lépés | Gólok     | Pályára lépés | Gólok | Pályára lépés | Gólok    | Pályára lépés   | Gólok           | Pályára lépés | Gólok    |
| ---------------- | ------ | ------------- | --------- | ------------- | ----- | ------------- | -------- | --------------- | --------------- | ------------- | -------- |
| Kaposvár         |        |               |           |               |       |               |          |                 |                 |               |          |
| 2008–09          | 0      | 0             | 2         | 0             | 0     | 0             | 0        | 0               | 2               | 0             |          |
| 2009–10          | 9      | 0             | 0         | 0             | 10    | 0             | 0        | 0               | 19              | 0             |          |
| 2010–11          | 2      | 0             | 1         | 0             | 2     | 0             | 0        | 0               | 5               | 0             |          |
| 2011–12          | 9      | 1             | 4         | 1             | 6     | 0             | 0        | 0               | 19              | 2             |          |
| 2012–13          | 8      | 0             | 1         | 0             | 4     | 1             | 0        | 0               | 13              | 1             |          |
| 2013–14          | 24     | 0             | 0         | 0             | 5     | 0             | 0        | 0               | 29              | 0             |          |
| összesen         | 52     | 1             | 8         | 1             | 27    | 1             | 0        | 0               | 87              | 3             |          |
| Politehnica Iași |        |               |           |               |       |               |          |                 |                 |               |          |
| 2014–15          | 19     | 3             | 2         | 0             | 0     | 0             | 0        | 0               | 21              | 3             |          |
| 2015–16          | 32     | 2             | 1         | 0             | 0     | 0             | 0        | 0               | 33              | 2             |          |
| 2016–17          | 32     | 9             | 1         | 0             | 1     | 0             | 2        | 0               | 36              | 9             |          |
| Összesen         | 83     | 14            | 4         | 0             | 1     | 0             | 2        | 0               | 90              | 14            |          |
| Ferencváros      |        |               |           |               |       |               |          |                 |                 |               |          |
| 2017–18          | 6      | 1             | 0         | 0             | 0     | 0             | 4        | 0               | 10              | 1             |          |
| 2018–19          | 25     | 3             | 2         | 0             | 0     | 0             | 2        | 0               | 29              | 3             |          |
| 2019–20          | 6      | 1             | 2         | 1             | 0     | 0             | 2        | 0               | 10              | 2             |          |
| Összesen         | 37     | 5             | 4         | 1             | 0     | 0             | 8        | 0               | 49              | 6             |          |
| Zalaegerszeg     |        |               |           |               |       |               |          |                 |                 |               |          |
| 2019–20          | 11     | 3             | 1         | 0             | 0     | 0             | 0        | 0               | 12              | 3             |          |
| Összesen         | 11     | 3             | 1         | 0             | 0     | 0             | 0        | 0               | 12              | 3             |          |
| Budapest Honvéd  |        |               |           |               |       |               |          |                 |                 |               |          |
| 2020–21          | 11     | 1             | 1         | 1             | 0     | 0             | 0        | 0               | 12              | 2             |          |
| 2021–22          | 22     | 4             | 3         | 0             | 0     | 0             | 0        | 0               | 25              | 4             |          |
| Összesen         | 33     | 5             | 4         | 1             | 0     | 0             | 0        | 0               | 37              | 6             |          |
| Paksi FC         |        |               |           |               |       |               |          |                 |                 |               |          |
| 2022–23          | 27     | 3             | 3         | 0             | 0     | 0             | 0        | 0               | 30              | 3             |          |
| 2023–24          | 6      | 1             | 1         | 0             | 0     | 0             | 0        | 0               | 7               | 1             |          |
| Összesen         | 33     | 4             | 4         | 0             | 0     | 0             | 0        | 0               | 37              | 4             |          |
| Mezőkövesd       |        |               |           |               |       |               |          |                 |                 |               |          |
| 2023–24          | 11     | 1             | 0         | 0             | 0     | 0             | 0        | 0               | 11              | 1             |          |
| Összesen         | 11     | 1             | 0         | 0             | 0     | 0             | 0        | 0               | 11              | 1             |          |
| Karrier összes   |        | 260           | 33        | 25            | 3     | 28            | 1        | 10              | 0               | 323           | 37       |